# 综保区站 (武汉市)
综保区站是一个位于中华人民共和国湖北省武汉市江夏区佛祖岭街道高新六路，属于光谷空轨的铁路车站。

## 站台结构
采用2个侧式站台。